# Amazon Trio
Az Amazon Trio (アマゾントリオ) egy háromfős csapat a Sailor Moon című manga- és animesorozatban, annak Dream történetszálában, a Sailor Moon SuperS sorozatban, és a 2021-es Sailor Moon Eternal című mangahű filmben. Megalkotójuk Takeucsi Naoko. A Dead Moon Circus nevű szervezet ügynökei. A mangában a holdharcosok elpusztítása céljából hozták őket létre, állatokból, varázslat útján, és szerepük  marginális: egy-egy fejezetben veti be őket az Amazonness Quartet, mint saját maguk idomított, de varázslat útján emberkülsőt kapott állatait.. Az animében ők maguk nem harcolnak, hanem a cirkusz különféle lényeit veszik igénybe. feladatuk is más: kezdetben ők keresik az álmokban Pegazust. Célpontjaikat fényképekről választják ki. Hármójuk közül Tigrisszem a fiatal lányokat részesíti előnyben, Sólyomszem az idősebb nőket, míg Halszem a férfiakat.

## Tigrisszem
Tigrisszem (タイガーズ・アイ) valamikor tigris volt, akinek Cirkónia adott emberi külsőt. Szőke, hosszú hajú férfiként jelenik meg, fehér inggel, tigrismintás nadrággal, és egy ostorral. Az animében a fiatal lányokat szemeli ki áldozatoknak, jellemzően csapdáiba csalva őket. Tigrisszem meghal, amikor ő és Halszem saját erejük felhasználásával helyreállítják Cukino Uszagi véletlenül összetört álomtükrét. Pegazus azonban feltámasztja őket, és az újrakezdés esélyét adja meg nekik az Elysionon.
A mangában Sailor Mars elméjét kell megzavarnia negatív gondolatokkal, hogy elvegye az energiáját. Azonban a harcosnő, miután megkapta új erejét, elpusztítja őt.
Tigrisszem hangja a japán változatban Okiaju Rijotaró, a magyarban pedig Szokol Péter.

## Sólyomszem
Sólyomszem (ホークス・アイ) egy sólyom volt, amíg Cirkónia emberré nem változtatta. Magas, jóképű fiatalemberként ábrázolják, akinek jellegzetes rózsaszín hajviselete van. Az animében rendszeresen összetűzésbe kerül Tigrisszemmel, noha tulajdonképpen kedvelik egymást. Támadásai tűz alapúak. Többnyire idősebb nőket próbál meg áldozatként csapdába csalni. Sólyomszemet az Amazoness Quartet által küldött egyik cirkuszi lény öli meg. Azonban akárcsak a többieket, így őt is feltámasztja Pegazus, és új esélyt kap az életre.
A mangában Sailor Jupitert próbálja csapdába csalni, méghozzá nőnek öltözve ám a harcosnő végez vele, amikor szert tesz új képességeire.
Sólyomszem hangja a japán változatban Furukava Tosió, a magyarban pedig Imre István.

## Halszem
Halszem (フィッシュ・アイ) egy hal volt, amíg Cirkónia emberi alakot nem adott neki. Karcsú, nőies vonásokkal rendelkező férfi, hosszú kékeszöld hajjal. Az anime külföldi szinkronos változataiban a szexuális beállítottsága miatt a karaktert rendre nőként ábrázolták.
Az animében az általa kiszemelt célpontok a férfiak, akikkel szeretne romantikus kapcsolatba kerülni és úgy csapdába ejteni őket. Támadásai víz alapúak, viszont ha a helyzet úgy hozza, tud kést is dobálni, bár nem túl jól. Általában nőnek öltözve álcázza magát. Csiba Mamoruval való találkozása után komolyan kezd kételkedni küldetésük helyességében, amivel kiváltja Cirkónia haragját. Végül Pegazus neki is esélyt ad az új életre, miután feláldozza magát, hogy újraépíthessék Uszagi összetört álomtükrét.
Halszemnek a mangában nem sok szerep jut. Mizuno Ami hal formájában megveszi őt, majd rémálmokat bocsát rá, hogy csapdába csalhassa. Végül azonban vele is végeznek a harcosok.
Halszem hangja a japán változatban Isida Akira, a magyarban pedig Ősi Ildikó.